# Bướm mòng cánh vàng
Bướm mòng cánh vàng (Cepora judith) là một loài bướm ngày thuộc họ Pieridae. Nó được tìm thấy ở tây nam châu Á (see subspecies section).
Ấu trùng ăn các loài Capparis.

## Phụ loài
- Cepora judith judith (Java)
- Cepora judith lea (miền nam Burma)
- Cepora judith malaya (Peninsular Malay, Langkawi, Singaphore)
- Cepora judith siamensis (Thailand, Pulau Aur)
- Cepora judith talboti (Pulau Tioman)
- Cepora judith amalia (Sumatra)
- Cepora judith montana (miền bắc Borneo)
- Cepora judith meridionalis (tây nam Borneo)
- Cepora judith hespera (Sarawak, Labuan)
- Cepora judith natuna (quần đảo Natuna)
- Cepora judith selma (Nias)
- Cepora judith ethel (Enggano)
- Cepora judith naomi (Lombok)
- Cepora judith aga (Sumbawa)
- Cepora judith oberthueri (Flores)
- Cepora judith eirene (Sumba)
- Cepora judith olga (the Philippines)
- Cepora judith anaitis (tây bắc Luzon)
- Cepora judith rhemia (Mindoro, Negros, Bohol)
- Cepora judith poetelia (Cebu)
- Cepora judith orantia (Mindanao)
- Cepora judith olgina (Palawan)
- Cepora judith zisca (Basilan)
- Cepora judith irma (Jolo)
- Cepora judith phokaia (Balabac)
- Cepora judith jael (Buru, Ambon, Serang)
- ?Cepora judith emma (Morotai, Halmahera, Ternate, Bachan)
- ?Cepora judith aspasina (Obi)
- ?Cepora judith hester (Waigeu)

## Hình ảnh

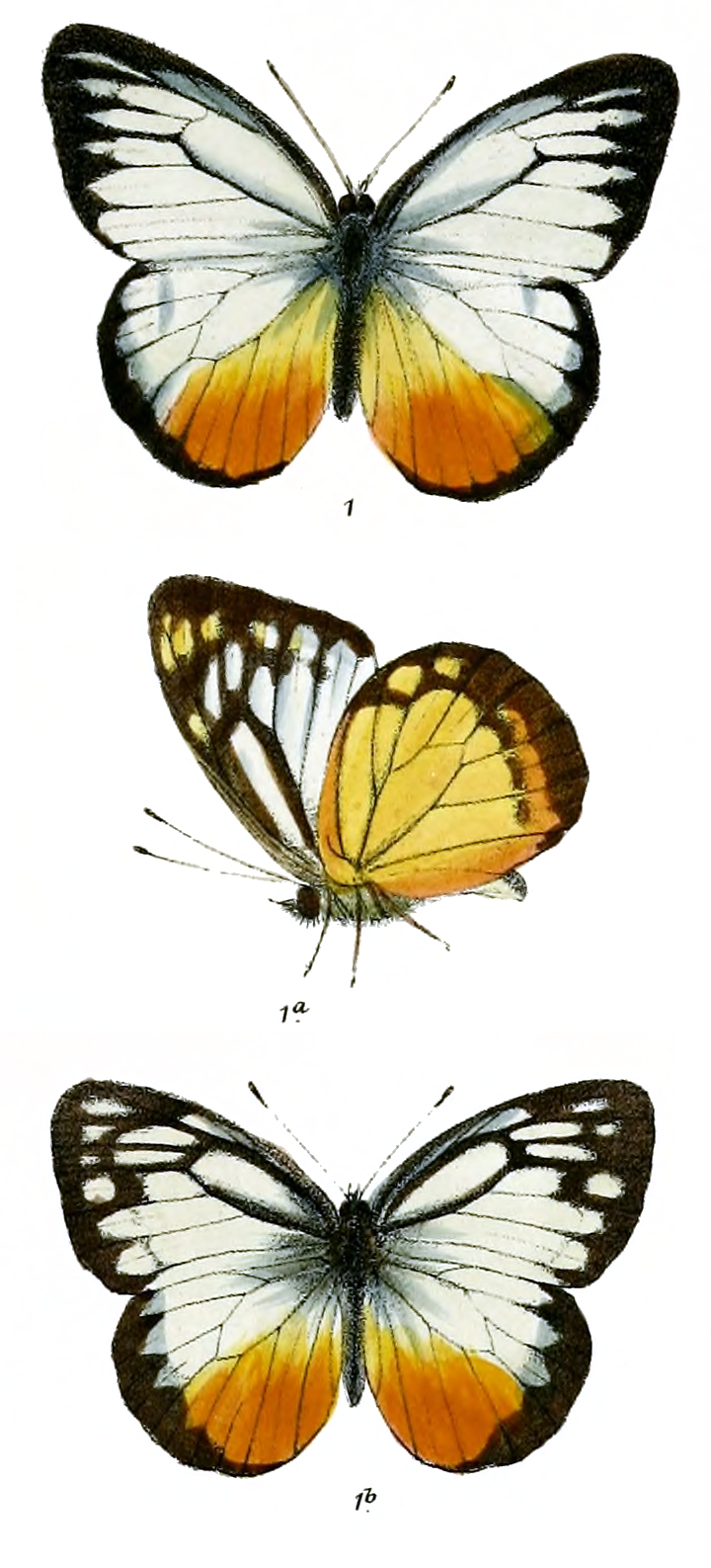
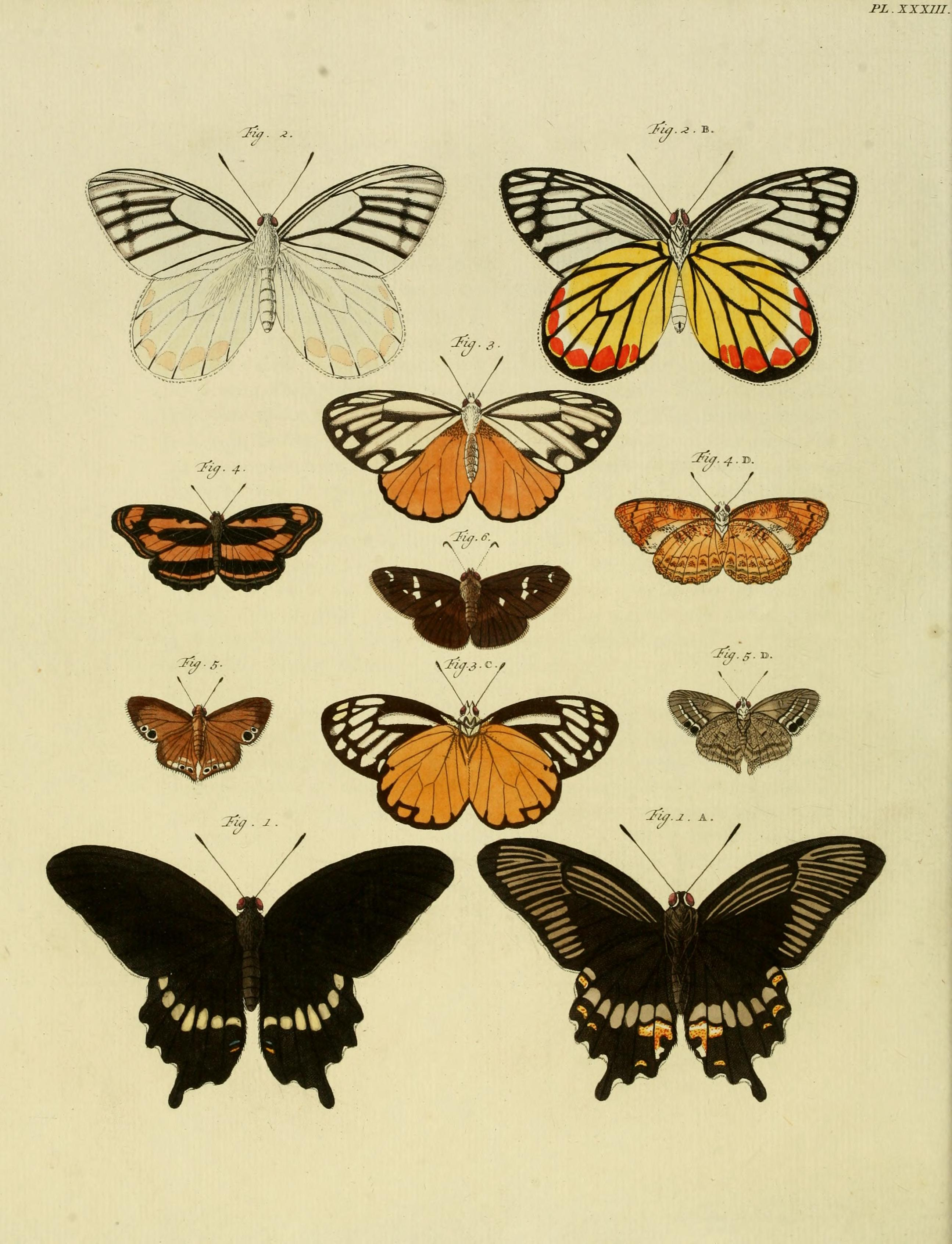
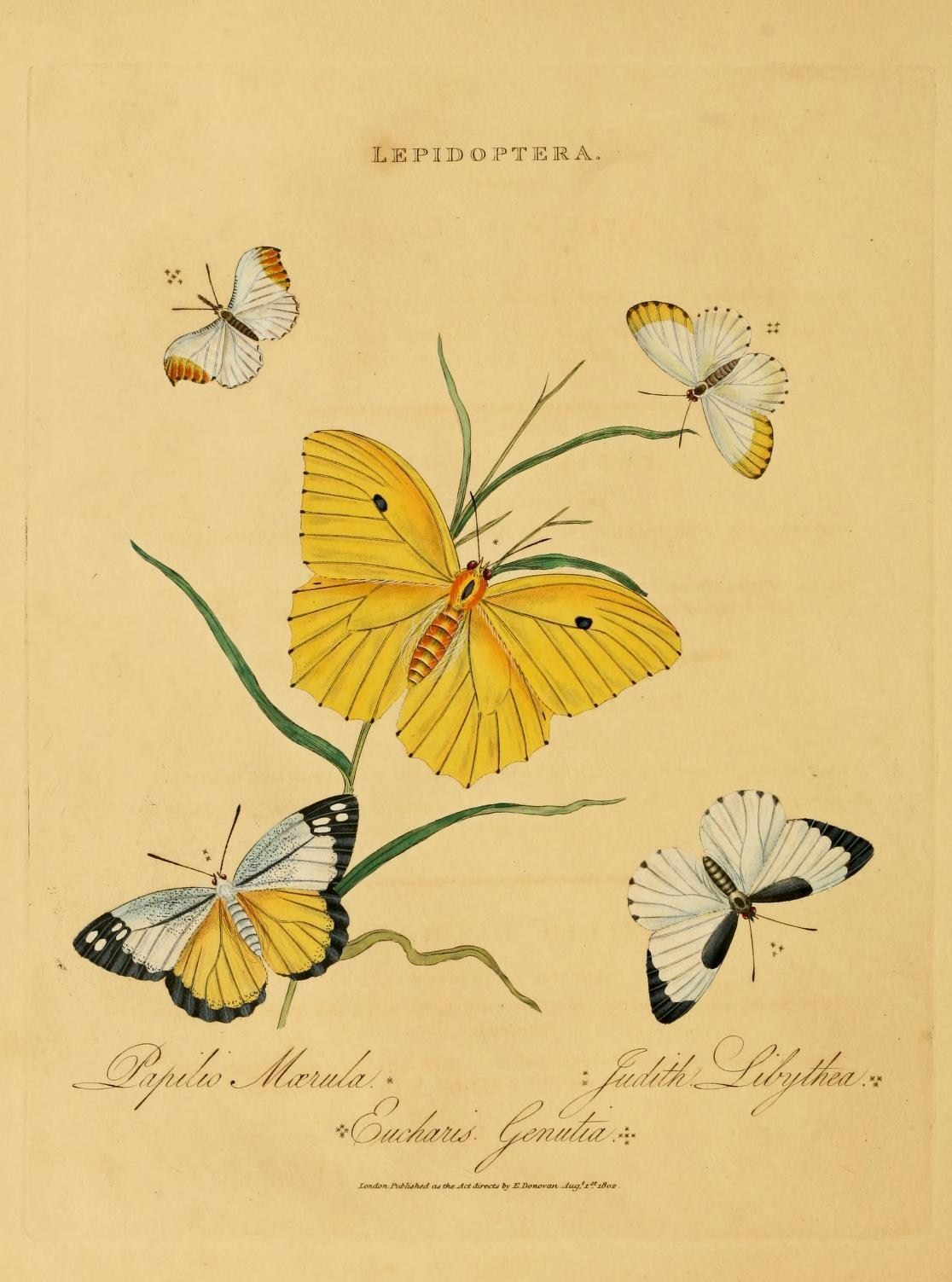
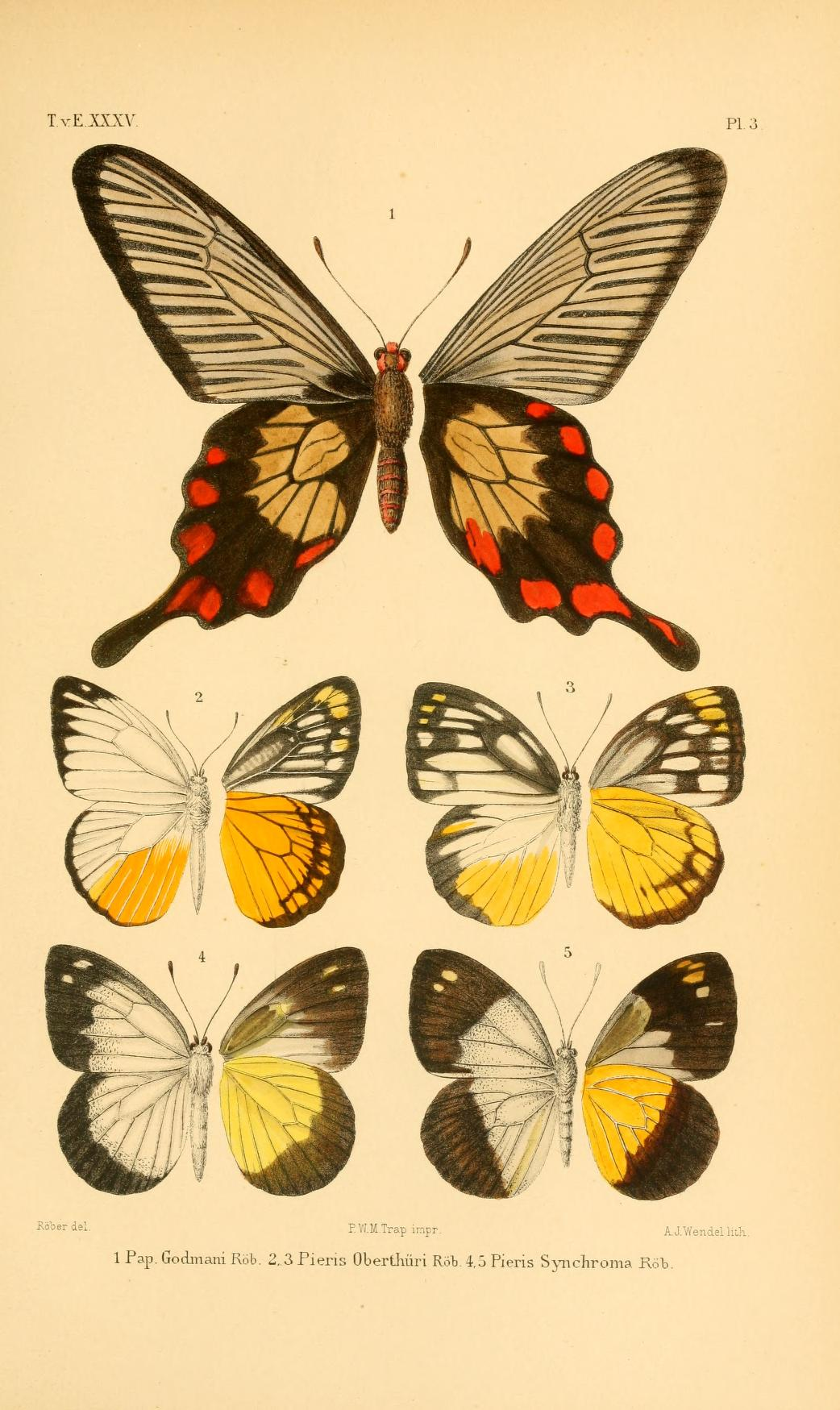